# Maina Tudu

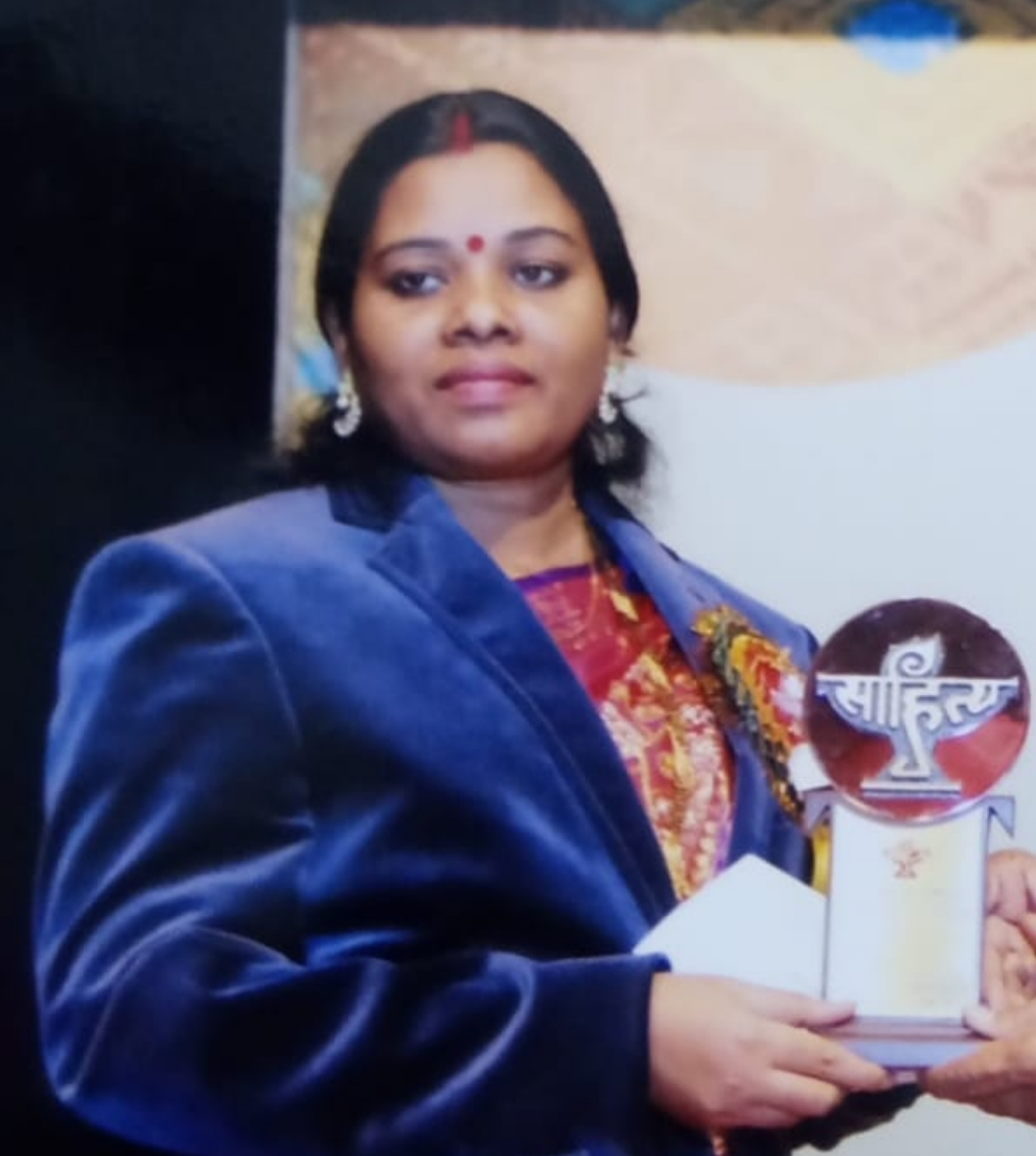
Maina Tudu bei der Verleihung des Yuva Puraskar 2017

Maina Tudu (geboren am 11. März 1985) ist eine indische Autorin, die in ihrer Muttersprache Santali schreibt. Sie kommt aus dem Bundesstaat Odisha.
Maina Tudu studierte an der Ambedkar University Delhi. Sie wurde 2017 für ihr Langgedicht Marsal Dahar, das 2016 in Buchform veröffentlicht wurde, mit dem Yuva Puraskar der Sahithya Akademi ausgezeichnet. Neben diesem poetischen Text wurden von Maina Tudu auch eine Sammlung von moralischen Geschichten ihres Volkes, der Santal, sowie 2014 eine Grammatik, Ol Chiki ara gaban, und 2015 ein Wörterbuch ihrer Muttersprache veröffentlicht. Ebenfalls verfasste sie eine Übersetzung des Ramayana ins Santali.